# Maximam Gravissimamque
Maximam Gravissimamque é uma encíclica do Papa Pio XI, promulgada em 18 de janeiro de 1924, direcionada ao episcopado francês por ocasião do restabelecimento das relações diplomáticas com a França, e da aprovação das associações diocesanas francesas, anexo à encíclica encontra-se um modelo de elaboração dos estatutos destas associações.